# Gornji Moranjci
Gornji Moranjci su naseljeno mjesto u sastavu općine Srebrenik, Federacija Bosne i Hercegovine, BiH.
Etimologija naziva: Naziv Moranjci potječe od turske riječi mor, što znači dud ali i ljubičasta boja. Mor, koji je u korijenu ove riječi, na turskom znači i patlidžan (crni, modri patlidžan).
Predaja vezana za ovo pogranično naselje općine Srebrenik kaže da je na tome mjestu gdje se danas nalaze Gornji Moranjci bilo jezero, koje je ličilo na more jer se nije mogao vidjeti njegov kraj. Nakon što je presušilo, stanovništvo je počelo naseljavati i mjesto prozvaše Moranjci.
Postoje i Donji Moranjci a to je mjesto poznatije kao Čifluk

## Zemljopis
Od središta općine udaljeni su 7 km zapadno.

## Povijest
Naselje Gornji Moranjci je jedno od starijih naseljenih mjesta na području općine Srebrenik. Kako se mjesto ne spominje u povijesnim knjigama i stručnoj literaturi nije poznato od kada datira. Istraživanjem arheoloških nalaza potvrđeno je da su su stariji više od 270 godina. Najstarija građevina bila je džamija izgradjena u drugoj polovici XVIII stoljeća, koja više ne postoji, a današnja džamija sagrađena je 1964. godine, te je obnovljena 2008. godine.
Predaje vezane za Gornje Moranjke: 
KATINO JEZERO
Izvjesna Kata iz Gornjih Moranjaka željela je da napravi veću i ljepšu tvrđavu u Gornjim Moranjcima nego što je ona u Gornjem Srebreniku. Kamenje je vukla volovskim kolima iz doline. Kada se popela na uzvisinu gdje je planirala praviti gradinu, rekla je: ‘do ovdje sam s Božijom pomoći došla, uz brdo, a niz brdo mogu i bez Božije pomoći.’ Spuštajući se niz brdo strovalila se u jednu provaliju zajedno s volovima i kolima. Kasnije je u provaliju nadošla voda, a narod močvaru prozva Katino jezero.
Kažu da su stari mještani vezali po deset stožina jednu za drugu i gurali u močvaru kako bi izmjerili dno, ali nisu uspjeli, bilo je dublje…
GRADINOVAC
Njiva zvana Gradinovac naziv je dobila po legendi. Kata koja je pominjana kod objašnjenja Katinog jezera, njiva gdje je trebala graditi gradinu nazvana je Gradinovac. 
Gradi novac, a ne Kata.

## Stanovništvo
| Gornji Moranjci    |              |              |              |
| godina popisa      | 1991.        | 1981.        | 1971.        |
| Muslimani          | 668 (99,70%) | 687 (99,56%) | 769 (99,09%) |
| Srbi               | 0            | 0            | 3 (0,38%)    |
| Hrvati             | 0            | 0            | 2 (0,25%)    |
| Jugoslaveni        | 1 (0,14%)    | 2 (0,28%)    | 0            |
| ostali i nepoznato | 1 (0,14%)    | 1 (0,14%)    | 2 (0,25%)    |
| ukupno             | 670          | 690          | 776          |

## Zaseoci (dijelovi naselja)
Nazivi zaselaka koja pripadaju mjestu: Brđani, Hodžići, Okići, Mahala, Bošnjaci, Češljigovača, Bezi, Slatina, te novo Vikend Naselje.

## Prezimena
Najčešća prezimena u Gornjim Moranjcima su: Mašić, Ćudić, Ćehajić,  Hasanbegović, Hodžić, Husanović, Ibrahimović, Moranjkić, Muratović, Okić, Osmić, Sinanović, Vehabović, Zahirović,Ahmeljić,Džinić,Duraković,Smajić,Mujačić,Mujkanović,